# Ida Baccini
Ida Baccini, coneguda també pel pseudònim Manfredo o Marinella del Rosso, (Florència, 16 de maig 1850 – 28 de febrer 1911), va ser una pedagoga, escriptora i periodista italiana.

## Biografia
Ida Baccini va néixer a Florència el 16 de maig de 1850, filla de Leopoldo Baccini (empleat en dues editorials) i Ester Rinaldi, filla d'un ric masover de Prato (Florència). El 1857 la família es va traslladar a Gènova, on el pare havia trobat un entorn favorable a les seves activitats editorials. El 1860 van tornar a la Toscana, primer a Liorna fins al 1865, quan el negoci del pare va fer fallida, i van anar de nou a Florència, per viure a casa de la filla més gran, Egle. L'octubre de 1868 Ida Baccini va casar-se amb Vincenzo Cerri, un escultor de Liorna de qui es va separar tres anys després per incompatibilitat de caràcters. Va tornar a viure amb la seva família i va obtenir la separació el 1875,
Entre 1872 i 1877 va ensenyar en una escola primària de l'Ajuntament de Florència, de la qual ella mateixa va acomiadar-se per l'ambient poc favorable a la innovació pedagògica i des d'aleshores es va dedicar exclusivament a escriure llibres per a la mainada i articles per a la premsa. El 1875 va publicar el seu primer llibre infantil, Memorie di un pulcino (Memòries d'un pollet), que va tenir un gran èxit; seguint el suggeriment d'un professor de l'Accademia della Crusca, va signar només amb les inicials perquè semblés que l'autor era un home. El 1878 va néixer el seu fill Manfredo, a qui va donar el seu propi cognom.
De llavors ençà es va dedicar de ple a la carrera literària, publicant gairebé un centenar de volums. molts dels quals llibres de text escolars i nombrosos contes apareguts en diverses revistes que li van donar fama per tot Itàlia. Va col·laborar amb diverses publicacions periòdiques, entre les quals La Nazione, que era el principal diari de Florència, i La gazzetta d'Itàlia i Gazzetta europea, en aquestes dues darreres signant amb el nom del fill, Manfredo. Va conèixer Matilde Serao, Carlo Collodi, Àngel De Gubernatis, Antonio Fogazzaro, Edmondo De Amicis i altres intel·lectuals italians de l'època.
El 1884 va començar a dirigir Cordelia, un setmanari per a noies fundat el 1881 i en va ser directora fins a la mort el 1911 (la revista va publicar-se fins al 1942). Baccini es va interessar en particular per les revistes infantils i el 1895 va fundar el Giornale dei bambini (Diari de la mainada).
El 1904 es va casar amb Tito Mariottini. Ida Baccini va morir a Florència el 28 de febrer de 1911 a causa d'un emfisema pulmonar.

## Publicacions
- Lo Spirito del Galateo e il Galateo dello spirito, Rocca S Casciano, ed. Cappelli, 1904, pp 207.
- Dal salotto alla chiesa, Milano, ed. C. Chiesa e F. Guindani, 1890 (2a ed), pp 244; Sesto S. Giovanni, ed. Madella, 1914, pp 222.
- Con l'oro o con l'amore?, primera publicació, Florència, ed. A. Salani, 1899, pp 194.
- Nozze Padovano-Bemporad, escritt amb Salvadore Landi, Florència, Tipografia di Salvatore Landi, 1895.
- Si muore., escrit amb Salvatore Farina, Andrea Bèrtoli i Elisa Cappelli, Milano, ed. Brigola, 1888.
- Vita borghese, Bolonya, ed. Nicola Zanichelli, 1884, pp 176.

### Autobiografics
- Ida Baccini: lettere (1874-1908), recull pòstum de la seva correspondència a cura de Teresa Cini, Pontedera, ed. Bibliografia e Informazione, 2014, ISBN 9788890983306.

- Scintille nell'ombra: dagli appunti d'una giornalista, Rocca S. Casciano, ed. Cappelli, 1910, pp 231.
- Ida Baccini, La mia vita ricordi autobiografici, 1a ed. 1896; ed. de 1904 a Wikisource
- Feste azzurre, Milà, ed. L.F. Cogliati, 1894, pp 150.
- Le mie vacanze: racconti, Milà, ed. Paolo Carrara, 1883, pp 178.

### Algunes publicacions per a la infància i adolescència

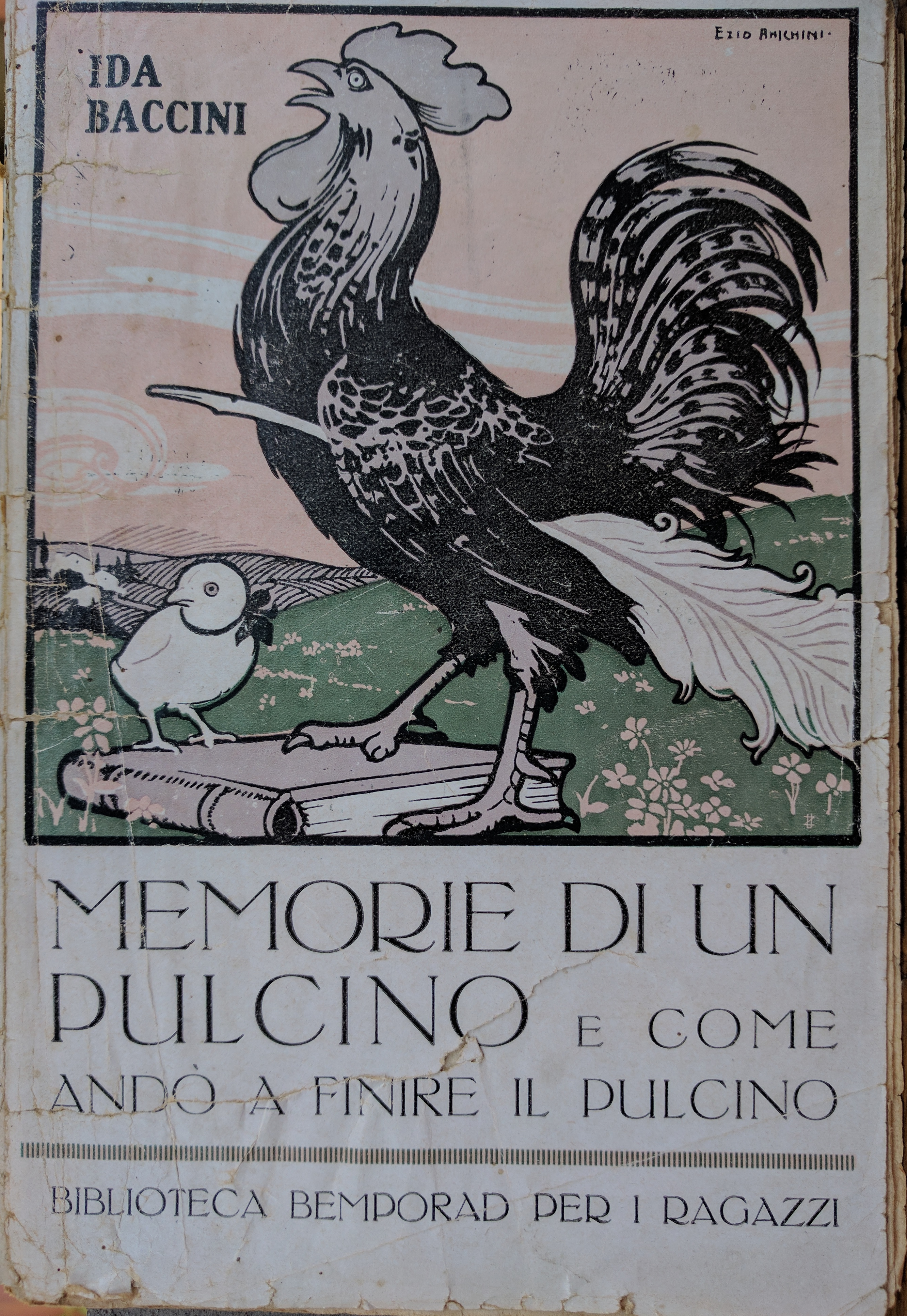
Memòries d'un pollet

- Avventure di un pulcino, publicació pòstuma a cura d'Adamo D'Agostino, San Donato Val di Comino, ed. Psiche e Aurora, 2011, ISBN 9788889875360.
- Come andò a finire il pulcino, publicació pòstuma, Firenze, ed. R. Bemporad & figlio, 1926, pp 130; Florència, ed. Marzocco, 1939, pp 100.
- Le Future Mogli, Firenze, 1895, pp 218; Florència, ed. Succ. Le Monnier, 1912, pp 218.
- I Piccoli viaggiatori: viaggio nella China, Florència, ed. R. Bemporad, 1907, pp 173.
- I tre scudieri di Orlando, Palermo, ed. Biondo, 1904, pp 24.
- La società misteriosa, Palermo, ed. Biondo, 1903, pp 24.
- Una famiglia di gatti: romanzo per fanciulli, Torí, ed. G.B. Paravia e comp., 1899, pp 142; Torí, ed. Ditta G.B. Paravia e comp., 1903, pp 140.
- Il romanzo d'una maestra, (La novel·la d'una mestra), 1901.
- Una famiglia di saltimbanchi, 1a ed., 1901.
- Il diamante di Paolino (conte de misteri), 1901.
- Il libro delle novelle, Firenze, ed. Salani, 1900, pp 232.
- Il sogno di Giulietta: fantasia dantesca, Firenze, ed. G. Ademollo, 1887, pp 160; Milà, ed. Treves, 1896, pp 130.
- Oh! I miei tempi!, Florència, ed. Chiesi, 1894, pp 275.
- Il novelliere delle signorine, Milà, ed. C. Chiesa e F. Guindani, 1892, pp 352.
- Storia di una donna narrata alle giovinette, il·lustracions d'Enrico Mazzanti, Firenze, ed. Paggi, 1889, pp 145.
- Libro moderno ossia nuove letture per la gioventù, Torí, ed. G. B. Paravia e Comp, 1887, pp 254.
- Racconti (Perfida Mignon!, Il povero Cecco, Quel che avvenne al signor Gaetano la notte di Natale), recull de contes amb il·lustracions d'A. Sezanne, G. Amato e F. Mazzanti, Milà, ed. Fratelli Treves, 1886, pp 119.
- La fanciulla massaia, 1a ed., 1885.
- Nuovi racconti, Florència, ed. Le Monnier, 1a ed.,1884, pp 249.
- Lezioni e racconti per bambini, Milano Trevisine Editore, 1882.
- Memorie di un pulcino, 1a ed. italiana R. Bemporad & figlio, 1875.

### Teatre
- La casa a mezzo, comèdia en tres actes en llengua vernacle florentina, escrita amb Giuseppina Viti-Pierazzuoli; Firenze, Soc. Ed. Fiorentina, 1910..